# Adrien Caillard
Pour les articles homonymes, voir Caillard.
Charles Adrien Caillard né le 23 mars 1872 dans le 9e arrondissement de Paris, et mort le 8 octobre 1942 à Nice, est un acteur et un metteur en scène de théâtre et de cinéma français,
Il a dirigé une trentaine de films entre 1909 et 1926 et a joué dans huit films entre 1909 et 1941.

## Biographie
Après avoir remporté un deuxième accessit de comédie en 1896 puis un second prix en 1897 au Conservatoire de Paris, Adrien Caillard est engagé au théâtre de l'Odéon où il va rester cinq ans. De 1902 à 1908, il devient directeur de la scène au théâtre de l'Ambigu, puis en juin 1908 au théâtre de l'Odéon où il avait débuté comme acteur. On le retrouve ensuite dans les mêmes fonctions au théâtre Mogador.
C'est en 1909 qu'Adrien Caillard fait ses débuts au cinéma comme acteur et réalisateur. Dès lors, il fera parallèlement carrière sur les scènes de théâtre et les plateaux de cinéma. En 1920, il fonde la société de production Visio-Film puis devient en février 1922, membre du comité de la Société des Auteurs de Films sous la présidence de Michel Carré et d'Abel Gance.
En 1930, Adrien Caillard quitte Paris pour s'installer à Nice où il devient directeur artistique du Palais de la Méditerranée et professeur au Conservatoire de la Ville. C'est à cette époque qu'il met fin à sa carrière de rèalisateur. Il n'abandonne pas complètement le cinéma en jouant encore dans deux films en 1932 et 1941 qui constituent aujourd'hui les seuls témoignages sonores de ses prestations scéniques.
Adrien Caillard meurt un an après sa dernière apparition à l'écran dans Vénus aveugle, un film d'Abel Gance sorti en salle en septembre 1941. Il avait 70 ans.

## Filmographie partielle

### Comme réalisateur
- 1912 : Quentin Durward
- 1912 : Les Trois Sultanes
- 1912 : Le Supplice d'une mère - coréalisé avec Henri Pouctal
- 1912 : Le fils de Charles Quint
- 1912 : Parmi les pierres
- 1912 : Le Ruban moucheté
- 1912 : Flamme d'argent
- 1912 : Trente ans ou la vie d'un joueur
- 1912 : Les Hêtres rouges
- 1912 : Les Deux Gosses [7]
- 1912 : L'Aumône
- 1913 : Le Martyr calviniste
- 1913 : Zaza
- 1913 : L'Héritage de Cabestan
- 1913 : Un roman parisien
- 1913 : Roger la Honte
- 1913 : La Closerie des genêts
- 1914 : La Maison du baigneur - coréalisé avec Albert Capellani
- 1914 : Sa Majesté l'Argent
- 1915 : Le Voleur
- 1916 : Les Deux Gosses
- 1919 : Popaul et Virginie
- 1920 : Le Syndicat des fessés
- 1920 : Poucette ou le Plus Petit Détective du monde[8]
- 1921 : Un million dans une main d'enfant
- 1922 : La Brèche d'enfer, ciné-roman en 4 parties
- 1923 : Le Chemin de l'abîme
- 1926 : La Fille des pachas - coréalisé avec Joe Hamman[9]

### Comme acteur
- 1909 : Le Maître d'école de Georges Monca
- 1909 : Elle est partie, de Georges Monca
- 1911 : Le Mensonge de Jean le Manchot, de Michel Carré : Jacques Reynaud
- 1912 : Antar (réalisateur anonyme)
- 1927 : Napoléon, d'Abel Gance : Thomas Gasparin / le conventionnel Ricord
- 1929 : La Possession, de Léonce Perret
- 1932 : Baroud, de Rex Ingram et Alice Terry
- 1941 : Vénus aveugle, d'Abel Gance

### Comme scénariste
- 1909 : Le Maître d'école de Georges Monca
- 1911 : Péché de jeunesse (ou Le Roman d'un jour) d'Albert Capellani
- 1911 : La Poupée de l'orpheline (ou La Poupée brisée) d'Albert Capellani
- 1912 : La Vocation de Lolo de Georges Monca